# امثال و حکم

جلد امثال و حکم

اَمثال و حِکم کتابی چهارجلدی به تألیف علی اکبر دهخدا است که بین سال‌های ۱۳۰۸ تا ۱۳۱۰ جمع‌آوری و در سال ۱۳۱۰ در تهران منتشر شد. این مجموعه دارای نزدیک به ۵۰هزار امثال و حکم (ضرب‌المثل)، کلمات قصار و ابیات متفرقه‌است. این کتاب نخستین فرهنگ جامع در زمینه امثال فارسی بوده و می‌توان آن را کامل‌ترین و معتبرترین فرهنگ با موضوعیت امثال و حکم فارسی دانست. مطالب به ترتیب الفبا تنظیم و ضرب‌المثل‌ها شرح و تفسیر شده‌است.
دهخدا، از خردسالگی به گردآوری امثال عوام، کوشش کرده بود.

## بخش‌های کتاب
بخش بزرگ‌تر کتاب (۹۷ درصد آن) عبارت از ضرب‌المثل‌های مکتوب ادیبانه، کلمات قصار و اشعاری از قدمای شاعران ایران یا شاعران فارسی‌زبان و تنها ۳درصد آن ضرب‌المثل‌های عامیانه‌است.